# Cantó de Saint-Fargeau
El cantó de Saint-Fargeau és un cantó francès del departament del Yonne, situat al districte d'Auxerre. Té 5 municipis i el cap és Saint-Fargeau.

## Municipis
- Lavau
- Mézilles
- Ronchères
- Saint-Fargeau
- Saint-Martin-des-Champs

## Història
| Data d'elecció                           | Identitat      | Partit          | Qualitat |
| ---------------------------------------- | -------------- | --------------- | -------- |
| 1949-19..                                | M. Bourgoin    | Divers gauche   |          |
| 19..-1982                                | Simone Wattine | Divers droite   |          |
| 1982-                                    | Pierre Bordier | DL, després UMP |          |
| les dades anteriors no són pas conegudes |                |                 |          |
|                                          |                |                 |          |

## Demografia
| A partir de 1990: Població sense dobles comptes |